# Юйцзюлюй Тухечжень
Юйцзюлюй Тухечжень (кит.: 郁久閭吐賀真; д/н — 464) — 6-й жужанський каган у 444—464 роках.

## Життєпис
Син кагана Уті. Спадкував владу 444 року, прийнявши ім'я Чу-каган (Поважно злагодний каган). Поразки в минулі роки змусили його спочатку зберігати мир з імперією Вей, зосередивши зусилля на відродженні каганату.
Взимку 448 року почалася нова війна з вейським імператором Тай У-ді. Останній відправив 3 армії (північну, південну і середню), що вкотре задали ударів жужанам. Водночас атакований з боку держави Юебань. Тухечжень вів маневрену боротьбу, ухиляючиь від відкритого бою. Восени 449 року каган зазнав поразки від генерала Тоба На. У вирішальній битві 450 року біля озера Діфо каган зазнав ніщивної поразки, був змушений кинути обоз і втекти в гори. В результаті держава зазнала тяжкого удару, а Тухечжень припинив напади.
В 458 році проти кагана виступив новий вейський імператор Вень-чен-ді зі 100-тисячним військом, плануючи повністю підкорити жужанів. Тухечжень відступив на північ, а князь Мофо-учжуцзяньтуй з кількома тисячами вояків здався імператору. Втім погіршення умов, насамперед потужна заметіль, змусили супротивника повернутися до себе.
Тухечжень до самої смерті не наважився виступати до імперії Вей. Втім 460 року знищив хунну в державі Гаочан, поставивши на трон Кан Бочжоу, який визнав зверхність кагана. Помер 464 року. Йому спадкував син Юйцзюлюй Юйчен.